# Antal Horger
Antal Horger (n. 28 mai 1872, Lugoj, Severin⁠(d), Austro-Ungaria – d. 14 aprilie 1946, Budapesta, Republica Ungară⁠(d)) a fost un filolog șvab bănățean.